# 西岡虎之助
西岡 虎之助（にしおか とらのすけ、1895年5月17日 - 1970年2月26日）は、日本の歴史学者。早稲田大学名誉教授。

## 経歴
和歌山県生まれ。1916年和歌山県師範学校卒業。尋常小学校訓導を勤めたのち、1918年東京帝国大学文科大学選科史学科に入学し、1921年卒業。同年、東京帝大史料編纂掛補助嘱託、1924年史料編纂官補、1933年史料編纂官。1946年から1954年まで東京大学史料編纂所事務官。同年早稲田大学教授、1966年定年退任、名誉教授。
荘園制を研究、農民など民衆生活の研究をおこなった。

## 著書
- 『日本文化史 第4巻 平安朝中期』大鐙閣、1922
- 『綜合日本史大系 第2巻 奈良朝』内外書籍、1926
- 『老農渡部斧松翁伝』山喜房、1928、「近世における一老農の生涯」講談社学術文庫、1978
- 『中世農民の経済的日常生活』生活社、1946
- 『民衆生活史研究』福村書店、1948
- 『中学生歴史文庫 日本史 源氏と平家』福村書店、1951
- 『荘園史の研究』岩波書店、1953-1956
- 『日本文学における生活史の研究』東京大学出版部、1954
- 『源平時代』要選書、1955
- 『日本女性史考』新評論社、1956
- 『歴史と現在』修道社、1956
- 『西岡虎之助著作集』全4巻、三一書房、1982-1987

第1-2巻 (社会経済史の研究)
第3-4巻 (文化史の研究)

### 共著編
- 『世界歴史大系 第12巻 日本史 第1篇』編、平凡社、1936
- 『日本思想史の研究』編、章華社、1936
- 『新日本史図録』中央公論社、1952
- 『新日本史年表』編、中央公論社、1955
- 『郷土研究講座』全8巻、大場磐雄、木内信蔵、大藤時彦共監修、角川書店、1957-1958
- 『西岡虎之助蔵荘園関係絵図展観目録并解説』早稲田大学大学院文学研究科西岡研究室編、早稲田大学図書館、1960
- 『近世風俗事典』江馬務、浜田義一郎共監修、人物往来社、1967
  - 『近世日本風俗事典』日本図書センター、2011
- 『荘園史資料』編、校倉書房、1969
- 『日本近代史 黒船から敗戦まで』鹿野政直共著、筑摩書房、1971
- 『日本荘園絵図集成』編、東京堂出版、1976-1977

## 参考
- デジタル版日本人名大事典
- 鹿野政直「西岡虎之助先生と西岡文庫」『ふみくら : 早稲田大学図書館報』第53号、早稲田大学図書館、1996年、6-9頁、NAID 120007172838。
- 永原慶二「西岡虎之助氏の人と学問（追悼文）」『社會經濟史學』第36巻第2号、社会経済史学会、1970年、193-194頁。
- 和歌山大学紀州経済史文化史研究所 編『西岡虎之助民衆史学の出発』和歌山大学紀州経済史文化史研究所、2010年。 NCID BB04559122。